# 荒漠人
《荒漠人》是1982年上映的香港電影，由翁維銓執導，思維、姚煒主演。本片獲提名第2屆香港電影金像獎最佳音樂。

## 劇情
考古學家庄教授（思維飾）一直以來醉心於研究東漢時期竇固與匈奴打仗時被流沙淹沒的軍隊，希望發掘出當時的兵器及盔甲來考證其構造。林嘉娜（姚煒飾）是基本會的代表，邀請庄教授一同前往哈薩克的沙漠進行考古發掘。
在哈薩克的工作期間，雙方都對對方十分欣賞並慢慢產生情愫。但是之後庄教授在某次的發掘工作期間因意外而受傷，被當地的原住民古麗所救，因此庄教授陷入兩位女性的兩難局面，雙方都希望能夠把庄教授留在身邊，而唯一能令庄教授作出選擇的就是其事業……

## 演員表
| 演員       | 角色   | 關係 |
| 思維       | 庄教授 |      |
| 姚煒       | 林嘉娜 |      |
| 吐爾遜     |        |      |
| 古麗       |        |      |
| 拉斯爾拜克 |        |      |
| 李唐       |        |      |

## 獎項
| 年份 | 頒獎典禮            | 獎項     | 獲提名 | 結果 |
| ---- | ------------------- | -------- | ------ | ---- |
| 1983 | 第2屆香港電影金像獎 | 最佳音樂 | 祝恆謙 | 提名 |

## 外部連結
- 香港影庫上《荒漠人》的資料（繁體中文）
- 豆瓣电影上《荒漠人》的資料 （简体中文）
- 时光网上《荒漠人》的資料（简体中文）
- 互联网电影数据库（IMDb）上《荒漠人》的资料（英文）